# Rifaat al-Assad
Rifaat al-Assad (Arabisch: رفعت الأسد) (Qardaha, 22 augustus 1937) is een Syrisch politicus en militair. Hij is de jongere broer van de voormalige Syrische president Hafiz al-Assad (1930-2000) en oom van de voormalige Syrische president Bashar al-Assad (1965-).
Rifaat was lange tijd de rechterhand van Hafiz. Hij was commandant van een door hemzelf opgerichte militie en was hoofd van de veiligheidsdienst. In 1984 werd hij benoemd tot een van de drie vicepresidenten, naast Zuhair Maschariqa en Abd al-Halim Chaddam.

## Bloedbaden in Tadmoer en Hama
Rifaat wordt verantwoordelijk gehouden voor het bloedbad in de gevangenis van Tadmoer, in de buurt van Palmyra. Na een mislukte poging om de president in Damascus te vermoorden in juni 1980 liquideerden zijn speciale eenheden daar honderden politieke gevangenen, voornamelijk Moslimbroeders.
Ook wordt hij verantwoordelijk gehouden het bloedbad van Hama in februari 1982. Hama was toen het centrum van de Moslimbroeders. Onder Rifaats bevel zou de opstand van de Moslimbroederschap hardhandig zijn neergeslagen. Bij het bloedbad kwamen tussen de 10.000 en 25.000 aanhangers van de broederschap om het leven.

## Couppoging en ballingschap
Rifaat probeerde in 1984 zonder succes zijn oudere broer van de macht te beroven toen deze van een hartaanval herstelde in het ziekenhuis. Rifaat werd daarop gedwongen in ballingschap te leven in het buitenland. Sindsdien leeft hij in Frankrijk en Spanje. Zijn vicepresidentschap werd hem pas in 1998 formeel ontnomen. Toen Bashar al-Assad in 2000 zijn vader opvolgde als president van Syrië, leverde Rifaat hierop harde kritiek omdat hij zichzelf als de enige legitieme opvolger van Hafiz beschouwde.

## Veroordeling voor witwassen
Op 17 juni 2020 werd hij in Parijs veroordeeld tot een gevangenisstraf van vier jaar voor witwassen van op frauduleuze wijze verkregen overheidsgeld uit Syrië en het investeren hiervan in onroerend goed in Frankrijk, Groot-Brittannië en Spanje. De rechtbank beval om zijn bezittingen in Frankrijk in beslag te nemen. De totale waarde van zijn bezittingen werd geschat op 800 miljoen euro.